# David Daniels (giocatore di football americano)
David Daniels (Sarasota, 16 settembre 1969) è un ex giocatore di football americano statunitense che ha militato nel ruolo di wide receiver della National Football League (NFL).

## Carriera
Daniels fu scelto nel corso del terzo giro (74º assoluto) del Draft NFL 1991 dai Seattle Seahawks. Vi giocò per entrambe le stagioni della carriera facendo registrare 9 ricezioni per 137 yard in 29 presenze, una delle quali come titolare.